# ATP Vietnam Open 2005 - Qualificazioni singolare
Le qualificazioni del singolare dell'ATP Vietnam Open 2005 sono state un torneo di tennis preliminare per accedere alla fase finale della manifestazione. I vincitori dell'ultimo turno sono entrati di diritto nel tabellone principale. In caso di ritiro di uno o più giocatori aventi diritto a questi sono subentrati i lucky loser, ossia i giocatori che hanno perso nell'ultimo turno ma che avevano una classifica più alta rispetto agli altri partecipanti che avevano comunque perso nel turno finale.
Le qualificazioni del torneo ATP Vietnam Open 2005 prevedevano 32 partecipanti di cui 4 sono entrati nel tabellone principale.

## Teste di serie
1. Marcos Baghdatis (secondo turno)
2. Kristian Pless (Qualificato)
3. Serhij Stachovs'kyj (ultimo turno)
4. Takao Suzuki (ultimo turno)

1. Cecil Mamiit (Qualificato)
2. Eric Taino (ultimo turno)
3. Uros Vico (Qualificato)
4. Gō Soeda (Qualificato)

## Qualificati
1. Gō Soeda
2. Kristian Pless

1. Cecil Mamiit
2. Uros Vico

## Tabellone

### Legenda
| - Q = Qualificato - WC = Wild card - LL = Lucky loser | - ALT = Alternate - SE = Special Exempt - PR = Protected Ranking | - w/o = Walkover - r = Ritirato - d = Squalificato |

### Sezione 1
|  | Primo turno       | Primo turno       | Primo turno       | Primo turno | Primo turno |  |  | Secondo turno | Secondo turno     | Secondo turno     | Secondo turno | Secondo turno |   |   | Ultimo turno | Ultimo turno   | Ultimo turno   | Ultimo turno | Ultimo turno |  |
|  |                   |                   |                   |             |             |  |  |               |                   |                   |               |               |   |   |              |                |                |              |              |  |
|  |                   |                   |                   |             |             |  |  |               |                   |                   |               |               |   |   |              |                |                |              |              |  |
|  |                   |                   |                   |             |             |  |  | 1             | Marcos Baghdatis  | Marcos Baghdatis  | 2             | 2             |   |   |              |                |                |              |              |  |
|  | Jason Marshall    | Jason Marshall    | 6                 | 4           | 6           |  |  |               | Jason Marshall    | Jason Marshall    | 6             | 6             |   |   |              |                |                |              |              |  |
|  | Toshiaki Sakai    | Toshiaki Sakai    | 2                 | 6           | 2           |  |  |               |                   |                   |               |               |   |   |              | Jason Marshall | Jason Marshall | 3            | 2            |  |
|  | Jaroslav Levinský | Jaroslav Levinský | Jaroslav Levinský | 6           | 6           |  |  |               |                   | 8                 | Gō Soeda      | Gō Soeda      | 6 | 6 |              |                |                |              |              |  |
|  | Quang-Huy Ngo     | Quang-Huy Ngo     | Quang-Huy Ngo     | 4           | 4           |  |  |               | Jaroslav Levinský | Jaroslav Levinský | 0             | 4             |   |   |              |                |                |              |              |  |
|  |                   |                   |                   |             |             |  |  | 8             | Gō Soeda          | Gō Soeda          | 6             | 6             |   |   |              |                |                |              |              |  |
|  |                   |                   |                   |             |             |  |  |               |                   |                   |               |               |   |   |              |                |                |              |              |  |

### Sezione 2
|  | Primo turno      | Primo turno      | Primo turno      | Primo turno | Primo turno |  |  | Secondo turno | Secondo turno  | Secondo turno  | Secondo turno | Secondo turno |   |   | Ultimo turno | Ultimo turno   | Ultimo turno   | Ultimo turno | Ultimo turno |  |
|  |                  |                  |                  |             |             |  |  |               |                |                |               |               |   |   |              |                |                |              |              |  |
|  |                  |                  |                  |             |             |  |  |               |                |                |               |               |   |   |              |                |                |              |              |  |
|  |                  |                  |                  |             |             |  |  | 2             | Kristian Pless | Kristian Pless | 6             | 6             |   |   |              |                |                |              |              |  |
|  | Jim Thomas       | Jim Thomas       | Jim Thomas       | 6           | 6           |  |  |               | Jim Thomas     | Jim Thomas     | 4             | 2             |   |   |              |                |                |              |              |  |
|  | Duc-Chi Tang     | Duc-Chi Tang     | Duc-Chi Tang     | 1           | 2           |  |  |               |                |                |               |               |   |   | 2            | Kristian Pless | Kristian Pless | 6            | 6            |  |
|  | Quoc-Khanh Le    | Quoc-Khanh Le    | Quoc-Khanh Le    | 6           | 6           |  |  |               |                | 6              | Eric Taino    | Eric Taino    | 4 | 4 |              |                |                |              |              |  |
|  | Thanh-Hoang Tran | Thanh-Hoang Tran | Thanh-Hoang Tran | 1           | 2           |  |  |               | Quoc-Khanh Le  | Quoc-Khanh Le  | 0             | 0             |   |   |              |                |                |              |              |  |
|  |                  |                  |                  |             |             |  |  | 6             | Eric Taino     | Eric Taino     | 6             | 6             |   |   |              |                |                |              |              |  |
|  |                  |                  |                  |             |             |  |  |               |                |                |               |               |   |   |              |                |                |              |              |  |

### Sezione 3
|  | Primo turno   | Primo turno   | Primo turno   | Primo turno | Primo turno |  |  | Secondo turno | Secondo turno       | Secondo turno       | Secondo turno | Secondo turno |   |   | Ultimo turno | Ultimo turno        | Ultimo turno | Ultimo turno | Ultimo turno |  |
|  |               |               |               |             |             |  |  |               |                     |                     |               |               |   |   |              |                     |              |              |              |  |
|  |               |               |               |             |             |  |  |               |                     |                     |               |               |   |   |              |                     |              |              |              |  |
|  |               |               |               |             |             |  |  | 3             | Serhij Stachovs'kyj | Serhij Stachovs'kyj | 6             | 6             |   |   |              |                     |              |              |              |  |
|  | Lovro Zovko   | Lovro Zovko   | Lovro Zovko   | 6           | 6           |  |  |               | Lovro Zovko         | Lovro Zovko         | 2             | 1             |   |   |              |                     |              |              |              |  |
|  | Paul Crinis   | Paul Crinis   | Paul Crinis   | 1           | 0           |  |  |               |                     |                     |               |               |   |   | 3            | Serhij Stachovs'kyj | 6            | 5            | 3            |  |
|  | Yu Hiu-tung   | Yu Hiu-tung   | Yu Hiu-tung   | 6           | 6           |  |  |               |                     | 5                   | Cecil Mamiit  | 4             | 7 | 6 |              |                     |              |              |              |  |
|  | Quang-Tri Lam | Quang-Tri Lam | Quang-Tri Lam | 1           | 2           |  |  |               | Yu Hiu-tung         | Yu Hiu-tung         | 1             | 1             |   |   |              |                     |              |              |              |  |
|  |               |               |               |             |             |  |  | 5             | Cecil Mamiit        | Cecil Mamiit        | 6             | 6             |   |   |              |                     |              |              |              |  |
|  |               |               |               |             |             |  |  |               |                     |                     |               |               |   |   |              |                     |              |              |              |  |

### Sezione 4
|  | Primo turno          | Primo turno          | Primo turno          | Primo turno | Primo turno |  |  | Secondo turno | Secondo turno    | Secondo turno    | Secondo turno | Secondo turno |   |   | Ultimo turno | Ultimo turno | Ultimo turno | Ultimo turno | Ultimo turno |  |
|  |                      |                      |                      |             |             |  |  |               |                  |                  |               |               |   |   |              |              |              |              |              |  |
|  |                      |                      |                      |             |             |  |  |               |                  |                  |               |               |   |   |              |              |              |              |              |  |
|  |                      |                      |                      |             |             |  |  | 4             | Takao Suzuki     | Takao Suzuki     | 6             | 6             |   |   |              |              |              |              |              |  |
|  | Ashley Fisher        | Ashley Fisher        | 1                    | 7           | 7           |  |  |               | Ashley Fisher    | Ashley Fisher    | 1             | 2             |   |   |              |              |              |              |              |  |
|  | Wing Luen Wayne Wong | Wing Luen Wayne Wong | 6                    | 5           | 6(1)        |  |  |               |                  |                  |               |               |   |   | 4            | Takao Suzuki | Takao Suzuki | 3            | 2            |  |
|  | Guilherme Ochiai     | Guilherme Ochiai     | Guilherme Ochiai     | 7           | 6           |  |  |               |                  | 7                | Uros Vico     | Uros Vico     | 6 | 6 |              |              |              |              |              |  |
|  | Jean-Claude Scherrer | Jean-Claude Scherrer | Jean-Claude Scherrer | 65          | 2           |  |  |               | Guilherme Ochiai | Guilherme Ochiai | 4             | 2             |   |   |              |              |              |              |              |  |
|  |                      |                      |                      |             |             |  |  | 7             | Uros Vico        | Uros Vico        | 6             | 6             |   |   |              |              |              |              |              |  |
|  |                      |                      |                      |             |             |  |  |               |                  |                  |               |               |   |   |              |              |              |              |              |  |